# Fusillés du camp de Souge
 (décembre 2017).
Si vous disposez d'ouvrages ou d'articles de référence ou si vous connaissez des sites web de qualité traitant du thème abordé ici, merci de compléter l'article en donnant les références utiles à sa vérifiabilité et en les liant à la section « Notes et références ».

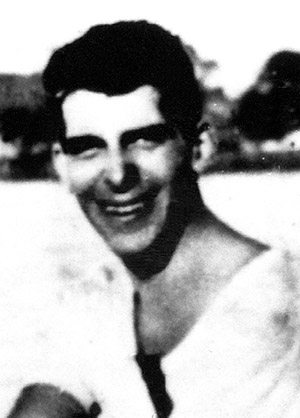
Le docteur Charles Nancel-Pénard, militant communiste, un des 256 fusillés recensés.

L’expression « Fusillés de Souge » renvoie à l’histoire tragique des exécutions perpétrées sous l'occupation allemande en France pendant la Seconde Guerre mondiale. Situé en zone occupée, Souge est un camp militaire aux portes de Bordeaux sur la commune de Martignas-sur-Jalle. Utilisé de 1940 à 1944 au service de la politique répressive allemande, c’est le second lieu de ce type en France, par le nombre de victimes, après le Mont Valérien à Paris. 
Avec au moins 256 fusillés honorés chaque année depuis la Libération notamment lors d’une commémoration organisée par l’Association du souvenir des fusillés de Souge, ce camp militaire toujours utilisé est donc aussi un lieu de mémoire de la barbarie nazie.

## Les fusillés

### Origines et appartenances des fusillés
Les 256 fusillés recensés se caractérisent par une grande diversité à la fois géographique, socio-professionnelle, politique et idéologique. L’Association du souvenir des fusillés de Souge a établi, en fonction de ces différents critères, quelques relevés statistiques.
Sur le plan géographique, si l’on tient compte du lieu de résidence, la région Aquitaine et le département de la Gironde fournissent le contingent le plus important de fusillés (71,09 %). Souge est avant tout un lieu d’exécution « local » pour le Grand ouest. Cela correspond aussi au maillage traditionnel des régions militaires françaises sur lequel les autorités allemandes ont articulé leur propre découpage en matière de juridiction militaire et de commandement. Ainsi la région Poitou-Charentes occupe la seconde place (12,89 %). Quelques cas moins nombreux de résistants originaires d’autres régions (16,02 %) s’expliquent par la présence ou le passage par Bordeaux de cadres interrégionaux des organisations clandestines et réseaux de résistants, et par les arrestations effectuées sur la ligne de démarcation. Enfin, il faut considérer la part notable des fusillés d’origine étrangère (11 %) à l’image des Espagnols adversaires et victimes du franquisme ou de celle plus surprenante de 6 soldats soviétiques.
Sur le plan socio-professionnel, si l’on tient compte des données disponibles pour 223 des 256 fusillés actuellement référencés, la part des ouvriers et des employés est largement majoritaire (71,30 %). Les autres catégories (cadres, étudiants, professions libérales, agriculteurs) représentent 28,70 %. Ces chiffres illustrent la part dominante du monde industriel dans l’économie du milieu du XXe siècle en même temps que la part importante des classes populaires dans la résistance à l’oppression.
Les appartenances politiques ne sont pas simples à définir. Néanmoins, il faut considérer la part importante (environ 55 %) des militants et sympathisants communistes et de syndicalistes de la CGT. Ce constat est valable en partie pour l’exécution des 50 otages du 24 octobre 1941 et très largement pour l’exécution des 70 otages du 21 septembre 1942. Les fiches de police précisent l’adhésion de certains des intéressés à la mouvance communiste, ce qui en fait des individus souvent classés « dangereux ». Ce poids de la répression anticommuniste est à mettre en parallèle avec l’implication du Parti communiste dans la Résistance et l’ancienneté de ses combats contre le fascisme dans les années 1930. À cela s’ajoute pour certains l’expérience combattante dans les brigades internationales pendant la guerre d’Espagne. Entre 1940 et 1944, plusieurs réseaux de résistants des FTPF (Francs-tireurs et partisans français) bras armé du Front national de lutte pour la libération et l'indépendance de la France (FNL), comme le groupe d’Henri Souque en 1942, le groupe dit « des postiers », le groupe Bourgois en 1943 et le maquis d’Ychoux en 1944. sont démantelés et voient leurs membres rejoindre la liste des fusillés de Souge. 
Cependant, de nombreux réseaux non-communistes se distinguent aussi (environ 45 % des victimes). Parmi les fusillés du 24 octobre 1941, on recense 7 membres du groupe gaulliste « Alliance de la jeunesse/Bergez-Auriac ». En 1942, sont exécutés des membres de la Résistance des réseaux de renseignement, Kleber, Venus, Chabor (SSDN), ou Jove liés, eux, à l’Intelligence Service britannique en particulier et aux Alliés en général. En 1944, sont passés par les armes des résistants du groupe charentais du mouvement Honneur et Patrie, lié à l’OCM et à Libération-Nord, du Corps franc « Marc », ceux venant de la région toulousaine appartenant à l’AS, à Combat, au Corps Franc Pommiès et extraits du « train fantôme ». Évidemment, il est plus difficile de rattacher les fusillés « isolés » à un groupe ou à une tendance structurée. La présence parmi les fusillés d’un groupe désigné « israélites » est attestée. Enfin, il reste des cas « inclassables » faute de renseignements précis sur leur environnement ou leur appartenance à un réseau de sociabilité.
Il n’y a donc pas de modèle-type de fusillés si l’on prend en compte l’ensemble de la période 1940-1944 et si l’on excepte une caractéristique commune aux 256 victimes : tous sont des hommes avec une moyenne d’âge de 33 ans (l’amplitude allant de 16 ans pour le plus jeune à 69 ans pour le plus âgé). Les troupes d’occupation allemandes n’avaient pas pour coutume d’utiliser le peloton d’exécution comme méthode de mise à mort pour les femmes de la France occupée.

### Motifs des exécutions
Les motifs de l’Occupant et des services auxiliaires mis à son service sont nombreux et ne sont pas exclusifs. Ainsi, des condamnés ont été exécutés dans le cadre de la politique des otages lors de fusillades massives. D’autres pour avoir participé au sein de réseaux identifiés à des actes de résistance de différentes formes (renseignement, propagande, recrutement et collectes d’armes et de fonds, sabotage, rébellion et attentats avec utilisation d’armes, passages en Espagne). Certains, enfin, ont connu leur funeste destin au titre d’une tentative de franchissement de la ligne de démarcation. De même, les vagues d’exécution ne relèvent pas du même processus répressif ni de la même logique et sont souvent le résultat des circonstances. Ainsi, les motivations sont complexes pour expliquer la fusillade du 1er août 1944 qui se déroule dans un cadre confus à quelques jours du départ des troupes allemandes de Bordeaux.

## Les rouages de la répression

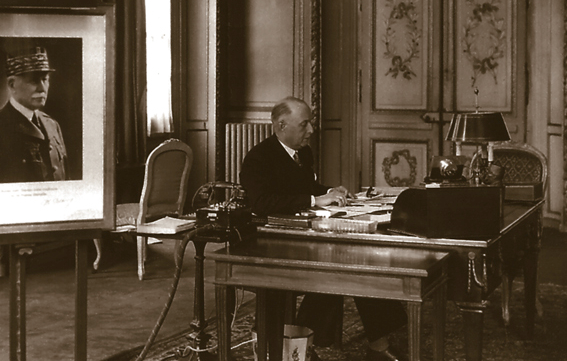
François Pierre-Alype, préfet pétainiste de Bordeaux de 1940 à 1942.

L’administration préfectorale et les services de police de Bordeaux jouent un rôle essentiel durant toute l’Occupation dans la politique répressive. En effet, conformément à la convention d’armistice, la nomination des cadres et les directives de l’administration relèvent des prérogatives de l’État français. Ainsi Vichy nomme, le 5 août 1940, le préfet François Pierre-Alype à Bordeaux. Avec son directeur de cabinet, Georges Reige, il se met au service de l’Occupant jusqu’à faciliter la mise à disposition des autorités allemandes des listes d’otages. Ce fut particulièrement le cas pour les 50 otages fusillés le 24 octobre 1941. Adepte de la Révolution nationale, ce préfet pétainiste s’est engagé tôt dans la voie de la collaboration. Son successeur à la préfecture à partir du 1er mai 1942, Maurice Sabatier, poursuit cette politique, secondé par son jeune secrétaire général Maurice Papon. À la responsabilité de la répression contre les communistes, les gaullistes et les résistants en général, s’ajoute celle de la répression anti-juive à Bordeaux et au-delà.
Le rôle des services de police de la préfecture de Bordeaux est notable. Les listes d’otages à fusiller et de résistants à traquer, les perquisitions et arrestations d’individus présentés comme « dangereux » pour l’Occupant sont du ressort du commissaire Pierre Napoléon Poinsot chargé de la SAP (section des activités politiques). Ce service mène une traque efficace contre les communistes, les syndicalistes et plus largement les opposants au nazisme. Parmi les 256 fusillés, un grand nombre a vu son destin tracé sur les fiches soigneusement rédigées par le commissaire et ses inspecteurs. L’évolution de la politique allemande à l’égard de la France occupée ainsi que ses ambitions personnelles conduisent ce policier à se mettre directement au service de la Gestapo lorsque celle-ci prend le contrôle de la politique répressive à Bordeaux. Le commissaire Poinsot et ses inspecteurs utilisent les méthodes les plus brutales, de l’intimidation aux interrogatoires musclés et jusqu’à la torture. Le démantèlement précoce des réseaux de résistants en Gironde s’explique en partie par la ténacité de ce collaborateur zélé.

### La Wehrmacht

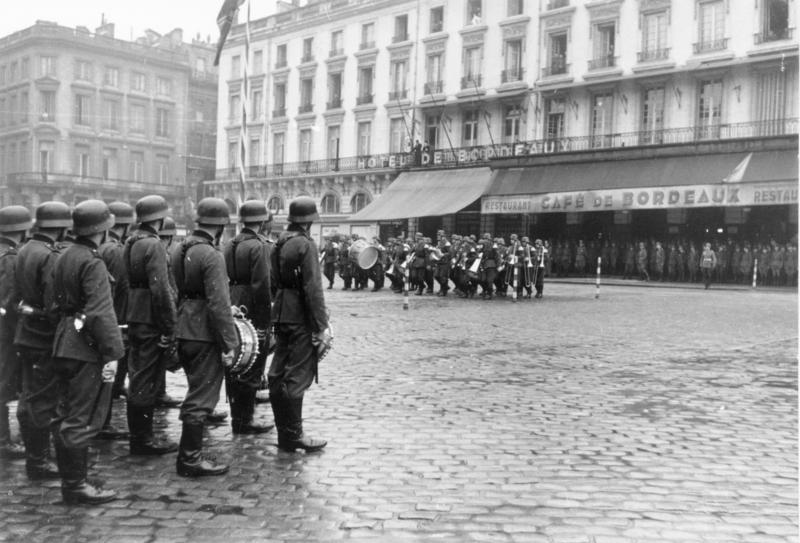
Troupes de la Wehrmacht en 1942 sur la place de la Comédie.

L’entrée dans Bordeaux des troupes d’occupation le 28 juin 1940, en application de la convention d’armistice, marque le point de départ de l’histoire sanglante du camp de Souge. Pour la Wehrmacht, le camp n’a pas un caractère stratégique majeur mais, par son étendue, il offre des possibilités de cantonnement importantes. Surtout, le camp présente deux avantages : il n’est pas très éloigné des lieux de détention de Bordeaux et de Mérignac et en même temps, il peut garantir, par son isolement au cœur d’une lande de pins, la discrétion des exécutions.
Les premières opérations de répression menées par la Wehrmacht entre juillet 1940 et mai 1942 relèvent de la responsabilité du général Moritz von Faber du Faur. Installé au 28 rue Vital-Carles, ancien siège de la 18e région militaire de Bordeaux, son autorité s’impose sur le « Gross-Bordeaux ». Chef de l’administration militaire pour la région de Bordeaux jusqu’en janvier 1942, il porte la responsabilité nominale de la machine répressive lors des premières exécutions à Souge.

### La Gestapo à Bordeaux
Le terme Gestapo (acronyme de Geheime staatspolizei), c’est-à-dire « police secrète d’État », est impropre mais d’usage courant. En effet, cette police secrète d’État, organisée par la SS, n’est opérationnelle que sur le territoire du Reich. À Bordeaux - comme dans le reste de la France occupée - il faut plutôt évoquer le rôle de la section IV du KdS (Kommando der Sicherheitspolizei (SIPO) und des Sicherheitsdients (SD), soit le commandement régional des forces de police nazies. Installé à Bordeaux dès le 1er août 1940 sous l’autorité du commandant SS Herbert Hagen, avant sa promotion auprès du général Karl Oberg à Paris en mai 1942, le KdS occupe un rôle de premier plan. Son siège de sinistre réputation est situé au Bouscat, non loin des boulevards bordelais. À partir de 1942, Berlin considère plus efficace de confier les opérations répressives à des services policiers formés de cadres de la SS en lieu et place des officiers de la Wehrmacht, laquelle conserve néanmoins la responsabilité de l’administration et des opérations strictement militaires. À la tête du KdS de Bordeaux en juin 1942, le commandant Hans Luther et son successeur à partir d’octobre 1943 Walter Machule font preuve d’une grande opiniâtreté dans la traque et la liquidation des réseaux de résistants. 
Aidé par les services du commissaire Poinsot et fort de ses 290 agents, le KdS multiplie les arrestations et l’usage de la torture. Le nombre important de résistants arrêtés fusillés à Souge entre 1942 et 1944 doit être mis à son crédit. Le rôle du lieutenant Friedrich-Wilhem Dohse, adjoint au chef du KdS, est notable. Ce policier est fin tacticien, avec à son actif de développement d’un réseau de relations et d’informateurs efficace. Ainsi, bien que d’un grade peu élevé par rapport à ses responsabilités, Dohse s’impose comme l’homme fort des services répressifs allemands à Bordeaux.

### De l’internement aux pelotons d’exécution

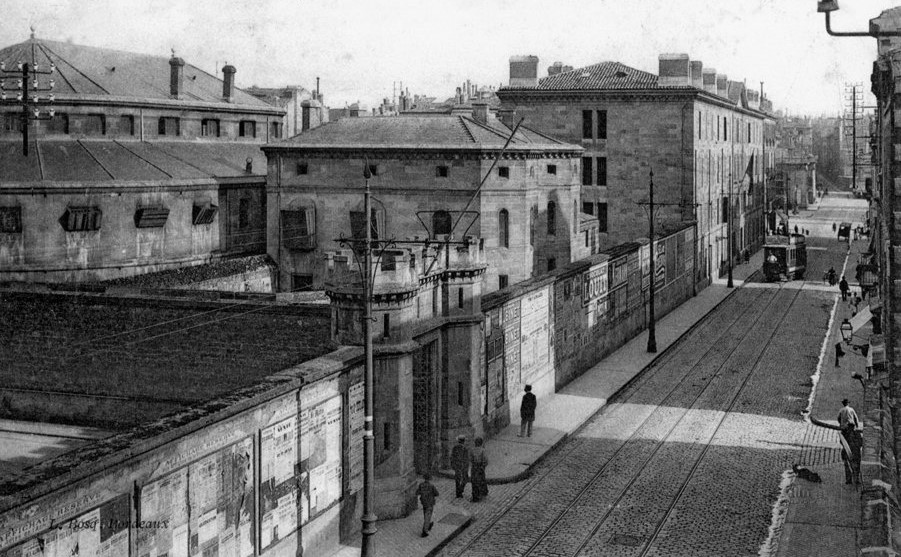
La prison du Hâ, un des lieux d'internement des résistants.

- La prison du Hâ, un des lieux d'internement des résistants.Le fort du Hâ: ancienne forteresse du XVe siècle devenue prison en 1790 sous la Révolution française, accueille à partir de juin 1940 un quartier français et un « quartier allemand » organisé pour interner les résistants et plus largement les individus suspects de menacer la sécurité des troupes d’occupation. Certains fusillés ont connu tout ou partie de leur internement dans cette prison du Vieux Bordeaux.
- La caserne Boudet : prison militaire rue de Pessac à Bordeaux, complète le dispositif du Fort du Hâ. En effet, les arrestations se multiplient entre 1940 et 1944, les services policiers allemands vont utiliser la caserne comme annexe du fort du Hâ. En outre, le tribunal militaire allemand siège dans cette prison. Avant d’être rapatriées vers Bordeaux, de nombreuses victimes avaient transité par les prisons de La Rochelle, Bergerac et Toulouse.
- L’Hôtel des émigrants : du 24 quai de Bacalan à Bordeaux accueille les internés politiques. Il s’agit là d’internements administratifs présentés parfois comme préventifs.
- Le camp de Mérignac : la construction d’un camp d’internement à Beaudésert sur la commune de Mérignac, relève d’un arrêté préfectoral du 11 novembre 1940 à la demande des autorités allemandes. Dans un premier temps, son rôle est d’assurer les internements administratifs des populations nomades mais rapidement, il offre la possibilité d’un accueil de grande ampleur des internés politiques, l’Hôtel des émigrants se révélant trop exigu et mal adapté. Dans la continuité du décret du 26 septembre 1939 et du décret du 9 avril 1940 dit « décret Sérol »[17], instruments d’une répression anticommuniste après de la signature du Pacte germano-soviétique les autorités françaises poursuivent à grande échelle la traque des communistes. Ainsi, le 22 novembre 1940, 148 hommes et femmes suspectés d’activités syndicalistes et communistes sont arrêtés. La mise en service du camp de Mérignac à Beaudésert permet donc d’assurer l’augmentation du nombre d’internés et sera ensuite pour l’Occupant nazi vivier d’otages. Enfin, en application des accords Bousquet-Oberg de 1942, le camp permet le regroupement des juifs internés, en amont de leur déportation[18]. Des gendarmes français et des Gardes civils sont affectés à la surveillance du camp qui relève de l’administration française.

## Chronologie des vagues des exécutions

### 1940: deux fusillés
Le premier homme à tomber sous les balles nazies, le 27 août 1940 dans la lande de Souge, est un juif : Israël Leizer Karp. La seconde victime est un marchand de vin. Aucun n’appartient à un réseau de résistants. Ils sont condamnés pour des actes de violences verbales ou symboliques envers l’armée l’allemande.

### 1941: 51 fusillés

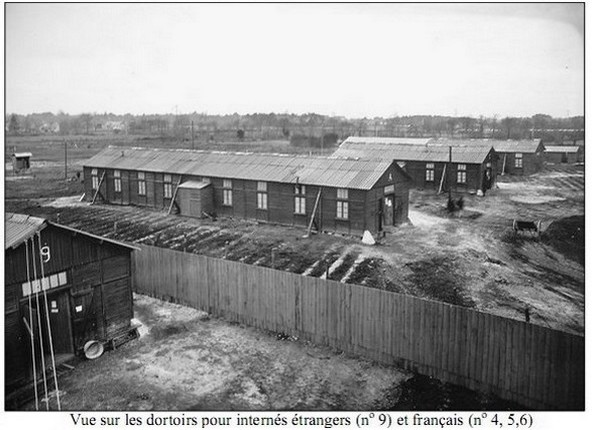
Le camp de Mérignac en novembre 1940.

Cette année 1941 voit le début de la résistance armée et à Souge la première fusillade massive, celle de cinquante otages exécutés le 24 octobre 1941. L’importance du nombre s’explique par le Code des otages comme une conséquence du développement des attentats communistes contre l’armée allemande. Initiée de façon spectaculaire le 21 août 1941 à Paris, avec l’assassinat de l’aspirant Moser par Pierre Georges dit Fabien, la lutte armée s’étend plus au sud, en particulier à Rouen, Nantes et Bordeaux suivant les directives de la direction clandestine du Parti communiste et de sa structure armée (Organisation Spéciale). Dans cette dernière ville, en représailles de l’assassinat du commandant Hans Reimers, conseiller militaire allemand, par Pierre Rebière, les autorités de la Wehrmacht décident de fusiller cinquante otages. Ces derniers sont extraits pour 35 d’entre eux du camp de Mérignac et pour les 15 autres du Fort du Hâ. Ce sont majoritairement des communistes internés parfois depuis plusieurs mois. Parmi eux figure le militant haïtien Louis Rochemont, dénoncé par le directeur de l'usine papetière dans laquelle il travaillait. 
Il y a aussi des gaullistes et des personnes arrêtées pour tentative de franchissement de la frontière. Parmi les communistes, deux anciens brigadistes de la guerre civile en Espagne Charles Nancel-Pénard et Roger Allo refusent de céder au marché proposé par le préfet François Pierre-Alype : se renier pour avoir la vie sauve. En fait, les services de la préfecture ont connaissance d’une direction clandestine qu’ils cherchent à démanteler et qu’ils suspectent d’avoir été au courant des préparatifs de l’attentat à l’intérieur du camp. Ils entreprennent des interrogatoires sans succès. Les cinquante otages sont fusillés le 24 octobre 1941 au matin à Souge dans une clairière dite « première enceinte ».

### 1942: 99 fusillés
En 1942, la politique répressive connait une intensification notable dans toute la France. En effet, les opérations de la Résistance se multiplient en même temps que se structurent les réseaux : propagande, renseignement, sabotages, assassinats de collaborateurs et attaques armées dans une stratégie de guérilla. Outre la fusillade massive du 21 septembre 1942, seize autres fusillades, se traduiront par la mort de 29 hommes (isolés, SSDN, « postiers », Jove) de janvier à octobre 1942. Après celle de 1941, une seconde fusillade massive est décidée en représailles de la multiplication des attentats contre des soldats allemands à Paris, en particulier celui du cinéma Rex le 17 septembre 1942. Les internés venant à manquer au fort de Romainville et dans les autres lieux d’internement en région parisienne, 70 otages prisonniers à Bordeaux doivent s’ajouter aux 46 destinés au peloton d’exécution du Mont-Valérien. Le choix de Bordeaux pour assurer le complément pose question. L’entretien de bonnes relations entre le lieutenant Dohse du KDS de Bordeaux et ses supérieurs du BDS à Paris ont été soulignées de même que la présence dans les prisons bordelaises d’un nombre important d’otages potentiels. Néanmoins, plutôt que de convoyer les condamnés à Paris, ordre est donné de procéder aux exécutions à Souge le 21 septembre 1942. 
Extraits du fort du Hâ, de la caserne Boudet et du camp de Mérignac, les hommes se voient autoriser à écrire une dernière fois à leur famille. 
Ensuite, c’est le départ pour Souge dans l’après-midi. La plupart sont des girondins dont de nombreux syndicalistes communistes ou désignés comme tel dans les fiches de police. Victimes expiatoires, selon la logique sanglante du Code des otages, les condamnés sont passés par les armes sur un champ de tir aménagé à cet effet à Souge : la « seconde enceinte ».

### 1943: deux fusillés
Cette année marque la fin de la « politique » des otages, qui selon certains responsables allemands ne fait qu’accentuer les ressentiments des Français à l’égard de l’Occupant, en même temps qu’une évolution dans la politique répressive les accroît. La défaite de Stalingrad et l’arrêt de la phase d’expansion de l’Axe expliquent aussi l’abandon de la politique du court-terme en matière de répression au profit du travail forcé des déportés, main d’œuvre gratuite au service d’une économie de guerre devenue prioritaire. Mais 1943, c’est aussi l’espoir, l’unification progressive des mouvements de résistance et l’élaboration par le Conseil national de la Résistance d’un programme devant être mis en œuvre après la Libération.

### 1944: 102 fusillés
À Souge, la dernière année de l’Occupation est la plus meurtrière. Le front de l’Est s’effondre, la Wehrmacht recule et l’imminence d’un débarquement anglo-américain ne fait plus de doute au printemps 1944. Mais l’acharnement répressif fin 1943 a eu raison des groupes Honneur et Patrie, Bourgois ainsi que d’autres opposants (les 7 israélites, les 6 soviétiques…). Après le débarquement de Normandie, les bombardements alliés et l'activisme des maquis de résistants,  les troupes d’occupation vivent en juin-juillet, dans un climat d’insécurité grandissant à Bordeaux comme dans le reste de la France. C’est dans ce contexte qu’il faut mentionner l’exécution massive du 1er août 1944 : 48 hommes sont fusillés (seuls 47 sont honorés). La chaîne de décision qui conduit à ce dernier massacre est assez confuse. Sur le plan de la communication, ce n’est que le 21 août, soit une semaine avant la libération de Bordeaux, que les autorités allemandes informent les services de la préfecture qu’une cinquantaine d’hommes ont été passés par les armes à Souge le 29 juillet 1944. Cette date pose un problème puisque l’exécution a eu lieu le 1er août 1944. La différence traduit un ajournement consécutif à un refus de l’officier chargé de commander le peloton, sur une question de procédure, en même temps qu’une difficulté à constituer le peloton lui-même.
Les victimes forment un groupe plutôt hétéroclite. En premier lieu, il y a des résistants et maquisards arrêtés sur le territoire girondin comme ceux du corps franc Marc ou du maquis de Vignes Oudides. En second lieu, il y a des détenus appréhendés hors de la Gironde: des résistants et des maquisards de la Dordogne, des Landes ou encore 10 résistants toulousains appartenant au convoi dit du « train fantôme ». Les motivations et les responsabilités sont difficiles à établir entre le KDS de Bordeaux, la vingtaine de Feldgendarmes de Toulouse du lieutenant Baümgartner - qui accompagnent le convoi et auraient finalement constitué le peloton d’exécution - et la Wehrmacht qui doit songer à préparer sa retraite. Néanmoins, il parait difficile d’imaginer qu’une telle opération n’ait pas reçu l’aval du KdS de Bordeaux. La date du 1er août 1944 marque ainsi la dernière et la plus complexe des vagues d’exécutions ayant ensanglanté la lande de Souge.

## Mémoire

### Témoignages à la Libération
Plusieurs témoins ont apporté des informations sur l’ampleur de la répression à Souge. Outre les procès-verbaux de police lors des enquêtes de l’après-guerre, les attestations de résistants et les témoignages individuels sont importants. Ainsi, plusieurs représentants du clergé ont été requis pour accompagner les suppliciés dans leurs derniers instants, à l’instar de l’abbé Mabille. Les survivants aussi ont pu donner quelques informations sur l’ambiance et les débats qui précèdent les exécutions massives lorsque dans le cadre de la politique des otages, les prisonniers du camp de Mérignac sont informés de l’imminence d’une mesure expiatoire. Ainsi, Georges (Jo) Durou, président de l’Association du souvenir des fusillés de Souge, a largement témoigné de la nuit et de la matinée qui précédèrent l’exécution des cinquante otages du 24 octobre 1941. Le rôle des camarades d’internements, des proches et des familles du fusillé s’est révélé capital pour la perpétuation mémorielle.

### Commémorations
Après la libération de Bordeaux le 28 août 1944 - en fait le départ négocié des troupes allemandes - la question de la mémoire des fusillés est posée. Des cérémonies sont rapidement organisées d’abord dans le cadre de l’exhumation et de la reconnaissance des victimes enterrées sur place ou dans les cimetières de la région bordelaise. Ensuite, le dimanche le plus proche du 24 octobre - en mémoire de la première exécution collective du 24 octobre 1941 - est choisi comme date pour commémorer le souvenir de tous les fusillés au camp de Souge. La première cérémonie (une manifestation dans les rues de Bordeaux) eut lieu en octobre 1944 et depuis les commémorations (sur le site notamment) n’ont jamais cessé.
Une cérémonie particulière est aussi organisée tous les 21 septembre à la Bourse du travail CGT à Bordeaux en l’honneur de la plus importante des fusillades collectives : celle du 21 septembre 1942. Les victimes étant pour la plupart des militants syndicalistes.
De 1944 à 1948, ces moments forts sont à l’initiative de l’Association des familles de fusillés, du PCF et de la CGT, organisations particulièrement touchées par la répression. À partir de 1949, un Comité du souvenir des fusillés de Souge est formé pour assurer une coordination des cérémonies et associer d’autres composantes de la mémoire de la résistance et des victimes du nazisme (ANACR, ARAC, FNDIRP, Veuves de guerre). René Duhourquet, maire de Bègles (1945-1971), résistant et déporté dont le fils Serge Duhourquet fut fusillé à Souge est le premier président du comité.
En 1987, le Comité du souvenir des fusillés de Souge se constitue en association loi de 1901 et poursuit sa tâche de coordination en même temps qu’il s’ouvre à d’autres associations concernées : le Consistoire israélite, la LICRA, l'ANCAC, la FSU). Un travail spécifique est réalisé à destination du public. Une exposition itinérante composée de plusieurs panneaux relate l’histoire des fusillés de Souge : elle est à la disposition sur demande des collectivités ou établissements scolaires. Une publication sous forme d’un bulletin annuel et intitulée Souge Mémorial est produite depuis 1998. Aujourd’hui, l’association a son siège au 44 cours Aristide-Briand à Bordeaux dans les locaux de la Bourse du travail.
En 1999, à l’initiative d’un collectif destiné à ériger un Mémorial près de la « seconde enceinte », l’association inaugure des stèles de verre portant les noms et âges des 256 victimes. Depuis, la cérémonie du dimanche le plus près du 24 octobre débute par un cheminement pédestre parmi les stèles de ce mémorial puis se poursuit par un rassemblement à la « seconde enceinte » où lever des couleurs, discours, appel aux morts et dépôts de gerbes ont lieu en présence des autorités civiles et militaires, des porte-drapeaux, des familles de fusillés, de la presse et du public. La commémoration se termine enfin par une cérémonie plus courte à la « première enceinte », et un dépôt de gerbes au monument aux morts de la ville de Martignas sur Jalle. Si aucune femme ne figure parmi les 256 fusillés honorés à Souge, le Comité a inauguré dans les années 2000 une stèle à la mémoire des 17 femmes, compagnes ou mères de fusillés décédées en déportation.
En 2016, la composition du conseil d'administration de l’association illustre sa volonté d’ouverture et de diversité. Sont représentés : l’ANACR (Association nationale des anciens combattants de la Résistance), l’ANCAC (Association nationale des cheminots anciens combattants), l’ANFFMRFA (Association nationale des familles de fusillés et de massacrés de la Résistance française et de leurs amis), l’ARAC (Association républicaine des anciens combattants), l’AFMD (Associations des amis de la Fondation pour la mémoire de la Déportation), le Consistoire israélite, la FSU (Fédération syndicale unitaire), l’association Honneur et Patrie, la LICRA (Ligue internationale contre le racisme et l’antisémitisme), le PCF (Parti communiste français) et l’UD-CGT (l’Union départementale de la Confédération générale du travail). À ces composantes collectives s’ajoutent des représentants de l’Association des martyrs de l’aéronautique, du Corps franc Marc (Nouhaux) et des adhérents individuels.
À destination des publics scolaires, l’association participe à un rallye citoyen organisé conjointement par l’Armée, et l’Éducation nationale sur le camp de Souge et diffuse une plaquette lors de rencontres et visites du Mémorial devant les classes. Elle répond aussi aux demandes de visites de groupes ou d’associations.

### Ouvrages généraux
- Pierre Becamps, 1940-1944, La Gironde en images, SODIM, 1977
- René Terrisse, Bordeaux 1940-1944, Perrin, 1993.
- Denis Peschanski, La France des camps, l’internement 1938-1946, Paris, Gallimard, 2002
- Dominique Lormier, Bordeaux brûle-t-il ? La libération de la Gironde, Dossiers d’Aquitaine, 2003.
- Michel Chaumet et Cyril Olivier, Comprendre la Résistance en Aquitaine, CRDP, 2010.
- Georges Durou, Mes printemps de barbelés 1940-1945, Bordeaux, Éditions Les Nouvelles de Bordeaux et du Sud-Ouest, 2011.
- Claude Pennetier, Jean-Pierre Besse, Thomas Pouty et Delphine Leneveu (sous la direction de), Les Fusillés (1940-1944), dictionnaire biographique des fusillés et exécutés comme otages et guillotinés en France pendant l’Occupation, Ivry-sur-Seine, Éditions de l’Atelier, 2015.

### Ouvrages spécialisés sur les fusillés de Souge
- Christophe Dabitch, 24 octobre 1941, Bordeaux, les 50 otages, un assassinat politique, Éditions C.M.D, 1999.
- René Terrisse, Face aux pelotons nazis, Souge, le Mont valérien du bordelais, Éditions Aubéron, 2000.
- Comité du souvenir des fusillés de Souge (ouvrage collectif), Les 256 de Souge, fusillés de 1940 à 1944, Le Bord de l’eau, 2014. Cet ouvrage prolonge et donne un statut aux travaux d’Henri Chassaing et de Georges Durou publiés en 1991 dans une brochure intitulée « Hommage aux fusillés ».